# The Plutonium Cathedral
The Plutonium Cathedral är ett musikalbum från 1997, skrivet och producerat av den svenska gruppen Vacuum.

## Låtlista
1. Parallel Universe (4:10)
2. I Breathe (4:35)
3. Pride in My Religion (4:01)
4. Science of the Sacred (4:52)
5. Rise and Shine Olympia (4:00)
6. Atlas Shrugged (4:38)
7. Illuminati (4:14)
8. Woman Named America (4:16)
9. Prussia (4:38)
10. The Shape of Things to Come (4:01)
11. Sign on the Skyline (5:25)
12. Tin Soldiers (4:29)
13. Closer Than the Holy Ghost (5:02)

## Listplaceringar
| Lista (1997) | Topplacering |
| ------------ | ------------ |
| Sverige      | 49           |

### Fotnoter
1. ↑  Listplacering, läst 6 februari 2014